# Клейн, Оскар
О́скар Клейн (швед. Oskar Klein; 15 сентября 1894 — 5 февраля 1977) — шведский физик.
Сын главного раввина Стокгольма Готлиба Клейна. Ученик Сванте Аррениуса и Нильса Бора. В 1917—1921 гг. работал с Нильсом Бором в Копенгагене, а докторскую степень получил в 1921 году в Стокгольмском университете. В 1923—1925 гг. преподавал в Мичиганском университете, в 1926—1930 в Лундском, в 1930—1962 гг. в Стокгольмском. Лауреат медали имени Макса Планка (1959).
Клейн наиболее известен как один из независимых авторов уравнения Клейна — Гордона — Фока (1927, получено ранее, но не опубликовано Э. Шрёдингером). Это уравнение является естественным релятивистским обобщением основного уравнения квантовой механики — уравнения Шрёдингера.
Другим достижением Клейна является его вклад в теории Калуцы — Клейна: он показал, что чисто математическая идея Теодора Калуцы о наличии у пространства более чем трёх измерений может иметь физический смысл, предположив компактификацию «лишнего» пятого измерения пространства-времени. Интересно то, что и к уравнению Клейна — Гордона — Фока этот учёный пришёл с этой отправной точки, идя от наличия дополнительных измерений. Кроме прочего, идеи теории Калуцы — Клейна получили применение и развитие в современной теории струн.
В его честь названа Медаль Оскара Клейна.